# Liste der Monuments historiques in Domont
Die Liste der Monuments historiques in Domont führt die Monuments historiques in der französischen Stadt Domont auf.

## Liste der Bauwerke
| Bezeichnung                | Beschreibung | Standort | Kennzeichnung | Schutzstatus | Datum | Bild           |
| -------------------------- | ------------ | -------- | ------------- | ------------ | ----- | -------------- |
| Kirche Ste-Marie-Madeleine |              | (Lage)   | PA00080040    | Classé       | 1913  | weitere Bilder |

## Liste der Objekte
| Bezeichnung | Beschreibung                               | Standort                                 | Kennzeichnung | Schutzstatus | Datum | Bild |
| --- | ------------------------------------------ | ---------------------------------------- | ------------- | ------------ | ----- | ---- |
| Grabplatte für den Ritter Jean de Villers († 1360)                                                               | Stein, 14. Jahrhundert                     | in der Kirche Ste-Marie-Madeleine (Lage) | PM95000212    | Classé       | 1908  |      |
| Grabplatte für Anthoine de Champluysant († 19. August 1557), Grundherr von Domont                                | Stein, 16. Jahrhundert                     | in der Kirche Ste-Marie-Madeleine (Lage) | PM95000215    | Classé       | 1908  |      |
| Grabplatte für Jean Doutreleau († 1558), seine Frau Françoise Basset und ihre 13 Kinder                          | Stein, 16. Jahrhundert                     | in der Kirche Ste-Marie-Madeleine (Lage) | PM95000216    | Classé       | 1908  |      |
| Skulptur Madonna mit Kind                                                                                        | Stein, erstes Viertel des 18. Jahrhunderts | in der Kirche Ste-Marie-Madeleine (Lage) | PM95001266    | Inscrit      | 2005  |      |
| Grabplatte für Arnaud de Gastiles und Marie de Cantemelle, die Inschrift bezieht sich auf Richard de Saint-Brice | Stein, 14. Jahrhundert                     | in der Kirche Ste-Marie-Madeleine (Lage) | PM95000213    | Classé       | 1908  |      |
| Grabplatte für Arthus de Champluysant († 1550), Grundherr von Manine und Recourt                                 | Stein, 16. Jahrhundert                     | in der Kirche Ste-Marie-Madeleine (Lage) | PM95000214    | Classé       | 1908  |      |
| Grabplatte für Jean Doutreleau (procureur fiscal) und seine Frau Guyonne Maretz                                  | Stein, 17. Jahrhundert                     | in der Kirche Ste-Marie-Madeleine (Lage) | PM95000217    | Classé       | 1908  |      |